# 1973 год в кино

## Избранные фильмы

### Мировое кино
- «А теперь не смотри»/Don’t Look Now, Великобритания—Италия, (реж. Николас Роуг)
- «Алая буква»/Der Scharlachrote Buchstabe, ФРГ—Испания, (реж. Вим Вендерс)
- «Алиса в городах»/Alice In Den Stadten, ФРГ, (реж. Вим Вендерс)
- «Амаркорд»/Amarcord, Италия, (реж. Федерико Феллини)
- «Американская ночь»/La Nuit américaine, Франция—Италия, (реж. Франсуа Трюффо)
- «Американские граффити»/American Graffiti, США, (реж. Джордж Лукас)
- «Ана и волки»/Ana y los lobos, Испания, (реж. Карлос Саура)
- «Афера»/The Sting, США, (реж. Джордж Рой Хилл)
- «Безумный секс»/Sessomatto, Италия (реж. Дино Ризи)
- «Бобби»/Bobby, Индия (реж. Радж Капур)
- «Большая жратва»/La Grande Bouffe, Франция-Италия (реж. Марко Феррери)
- «Встреча двух сердец»/The Way We Were, США (реж. Сидни Поллак)
- «Высшая сила»/Magnum Force, США, (реж. Тед Пост)
- «Выход дракона»/Enter the Dragon, США—Гонконг, (реж. Роберт Клауз)
- «Двое в городе»/Deux Hommes Dans La Ville, Франция—Италия, (реж. Хосе Джованни)
- «День дельфина»/The Day Of The Dolphin, США, (реж. Майк Николс)
- «Дон Жуан-73»/Don Juan 73, Франция—Италия, (реж. Роже Вадим)
- «Дух улья»/El Espíritu de la colmena, Испания, (реж. Виктор Эрисе)
- «Живи и дай умереть»/Live and Let Die, Великобритания (реж. Гай Хэмилтон)
- «Зануда»/L’Emmerdeur, Франция, (реж. Эдуард Молинаро)
- «Зелёный сойлент»/Soylent Green, США, (реж. Ричард Флейшер)
- «Злые улицы»/Mean Streets, США, (реж. Мартин Скорсезе)
- «Змей»/Le Serpent, Франция—ФРГ—Италия, (реж. Анри Верней)
- «Изгоняющий дьявола»/The Exorcist, США, (реж. Уильям Фридкин)
- «Коффи»/Coffy, США, (реж. Джек Хилл)
- «Иисус Христос — суперзвезда»/Jesus Christ Superstar, США, (реж. Норман Джуисон)
- «Кровавая свадьба»/Les noces rouges, Франция—Италия, (реж. Клод Шаброль)
- «Любовь и анархия»/Film d’amore e d’anarchia, ovvero stamattina alle 10 in Via dei Fiori nella nota casa di tolleranza, Италия, (реж. Лина Вертмюллер)
- «Мамочка и шлюха»/La Maman et la Putain, Франция, (реж. Жан Эсташ)
- «Мир Дикого Запада»/Westworld, США, (реж. Майкл Крайтон)
- «Мотылёк»/Papillon, Франция—США, (реж. Франклин Джеймс Шеффнер)
- «Наездник с высоких равнин»/High Plains Drifter, США, (реж. Клинт Иствуд)
- «О, счастливчик!»/O Lucky Man!, Великобритания, (реж. Линдсей Андерсон)
- «Оклахома, как она есть»/Oklahoma Crude, США, (реж. Стэнли Крамер)
- «Перепись диких кроликов»/Преброяване на дивите зайци, Болгария, (реж. Эдуард Захариев)
- «Приключения раввина Якова»/Les Aventures De Rabbi Jacob, Франция—Италия, (реж. Жерар Ури)
- «Пугало»/Scarecrow, США, (реж. Джерри Шацберг)
- «Пэт Гэрретт и Билли Кид»/Pat Garrett & Billy The Kid, США, (реж. Сэм Пекинпа)
- «С новым годом!»/La Bonne annee, Франция, (реж. Клод Лелуш)
- «Санаторий под клепсидрой»/Sanatorium pod klepsydrą, Польша, (реж. Войцех Хас)
- «Серпико»/Serpico, США, (реж. Сидни Люмет)
- «Спящий»/Sleeper, США, (реж. Вуди Аллен)
- «Сцены из супружеской жизни»/Scener ur ett äktenskap, Швеция, (реж. Ингмар Бергман)
- «Сёстры»/Sisters, США, (реж. Брайан Де Пальма)
- «Три мушкетёра: Подвески королевы»/The Three Musketeers: Queen’s Diamonds, Великобритания—США, (реж. Ричард Лестер)
- «Три орешка для Золушки»/Tri orisky pro Popelku, Чехословакия—ГДР, (реж. Вацлав Ворличек).
- «Турецкие наслаждения»/Turks Fruit, Нидерланды, (реж. Пол Верховен)
- «Чёрная мама, белая мама»/Black Mama White Mama, США—Филиппины, (реж. Эдди Ромеро)

### Советское кино

#### Фильмы Азербайджанской ССР
- «Насими», (реж. Гасан Сеидбейли)
- «Парни нашей улицы», (реж. Эльхан Гасымов)
- «Хиджран», (реж. Шамси Бадалбейли)

#### Фильмы Белорусской ССР
- «Большой трамплин», (реж. Леонид Мартынюк)
- «Быть человеком…»
- «Встретимся»
- «Горя бояться — счастья не видать», (реж. Виктор Туров)
- «Доброе дело»
- «Кортик», (реж. Николай Калинин)
- «Облака»
- «Парашюты на деревьях», (реж. Иосиф Шульман)
- «Тёща», (реж. Сергей Сплошнов)
- «Хлеб пахнет порохом»

#### Фильмы Грузинской ССР
- «Зов», (реж. Караман Мгеладзе)
- «Искатели затонувшего города», (реж. Деви Абашидзе)
- «Мелодии Верийского квартала», (реж. Георгий Шенгелая)
- «Похищение луны», (реж. Тамаз Мелиава)
- «Сибирский дед», (реж. Георгий Калатозишвили)

#### Фильмы Латвийской ССР
- «Шах королеве бриллиантов», (реж. Алоиз Бренч)

#### Фильмы Молдавской ССР
- «Тихоня», (реж. Михаил Израилев)

#### Фильмы РСФСР
- «А вы любили когда-нибудь?», (реж. Игорь Усов)
- «Безумный день, или Женитьба Фигаро», (реж. Валентин Плучек)
- «Берега», (реж. Екатерина Сташевская-Народицкая)
- «Блокада», (реж. Михаил Ершов)
- «Великие голодранцы», (реж. Лев Мирский)
- «Возврата нет», (реж. Алексей Салтыков)
- «Вот моя деревня», (реж. Борис Дуров)
- «Всадник без головы», (реж. Владимир Вайншток)
- «Дача», (реж. Константин Воинов)
- «Дверь без замка», (реж. Адольф Бергункер)
- «Дети Ванюшина», (реж. Евгений Ташков)
- «Жили три холостяка», (реж. Михаил Григорьев)
- «За облаками — небо», (реж. Юрий Егоров)
- «Земля Санникова», (реж. Альберт Мкртчян и Леонид Попов)
- «Иван Васильевич меняет профессию», (реж. Леонид Гайдай)
- «Ищу человека», (реж. Михаил Богин)
- «Калина красная», (реж. Василий Шукшин)
- «Капля в море», (реж. Яков Сегель)
- «Крах инженера Гарина», (реж. Леонид Квинихидзе)
- «Мачеха», (реж. Олег Бондарев)
- «Много шума из ничего», (реж. Самсон Самсонов)
- «Молчание доктора Ивенса», (реж. Будимир Метальников)
- «Москва — Кассиопея», (реж. Ричард Викторов)
- «Неисправимый лгун», (реж. Виллен Азаров)
- «Нейлон 100 %», (реж. Владимир Басов)
- «Ни слова о футболе», (реж. Исаак Магитон)
- «Новые приключения Дони и Микки», (реж. Геннадий Бабушкин, Степан Исаакян)
- «О тех, кого помню и люблю», (реж. Анатолий Вехотко, Наталия Трощенко)
- «Плохой хороший человек», (реж. Иосиф Хейфиц)
- «Солёный пёс», (реж. Николай Кошелев)
- «Старые стены», (реж. Виктор Трегубович)
- «Таланты и поклонники», (реж. Исидор Анненский)
- «Товарищ генерал», (реж. Теодор Вульфович)
- «Человек в штатском», (реж. Василий Журавлёв)
- «Чёрный принц», (реж. Анатолий Бобровский)
- «Юнга Северного флота», (реж. Владимир Роговой)
- «Я служу на границе», (реж. Наум Бирман)

#### Фильмы совместных производителей

##### Двух стран
- «Невероятные приключения итальянцев в России», (реж. Эльдар Рязанов) (совм. с Италией)

#### Фильмы Украинской ССР
- «Будни уголовного розыска», (реж. Суламифь Цыбульник)
- «В бой идут одни «старики»», (реж. Леонид Быков)
- «Дед левого крайнего», (реж. Леонид Осыка)
- «Про Витю, про Машу и морскую пехоту», (реж. Михаил Пташук)

## Телесериалы

### Латиноамериканские телесериалы

#### Мексика
- Возлюби ближнего своего
- Моя первая любовь
- Отверженные

### Советские телесериалы
- Семнадцать мгновений весны

## Награды
- «А зори здесь тихие…» — Первая премия на VI Всесоюзном кинофестивале в Алма-Ате
- «А теперь не смотри» — Премия BAFTA за операторскую работу Энтони Раймонду

## Лидеры проката
- «Всадник без головы», (режиссёр Владимир Вайншток) — 1 место, 69 000 000 (по другим данным 66 000 000) зрителей
- «А зори здесь тихие…», (режиссёр Станислав Ростоцкий) — 1 место, 66 000 000 зрителей
- «Корона Российской империи, или Снова неуловимые», (режиссёр Эдмонд Кеосаян) — 2 место, 60 800 000 зрителей
- «Иван Васильевич меняет профессию», (режиссёр Леонид Гайдай) — 3 место, 60 700 000 зрителей
- «Бой после победы», (режиссёр Виллен Азаров) — 8 место, 35 400 000 зрителей

## Персоналии

### Родились
- 1 января— Екатерина Редникова, советская и российская актриса театра и кино;
- 2 апреля — Розалин Санчес, американская певица, модель и актриса;
- 11 мая — Марк Невелдин, американский кинорежиссёр, продюсер, сценарист и кинооператор;
- 28 мая — Мария Миронова, российская актриса театра и кино;
- 4 сентября — Кирилл Пирогов, российский актёр театра и кино;
- 18 октября — Сергей Безруков, российский актёр театра и кино;
- 1 ноября — Мария Порошина, российская актриса театра и кино;
- 25 декабря — Ирина Сотикова, российская актриса театра и кино.

### Скончались
- 27 февраля — Степан Шкурат, советский актёр, Заслуженный артист РСФСР (1935).
- 13 апреля — Балрадж Сахни, индийский актёр.
- 3 марта — Александр Птушко, советский кинорежиссёр, сценарист и художник, мастер сказочного жанра в кино.
- 27 марта — Михаил Калатозов, советский кинорежиссёр, сценарист, Народный артист СССР.
- 20 апреля — Николай Симонов, советский актёр театра и кино, Народный артист СССР (1950).
- 11 мая — Григорий Козинцев, советский режиссёр кино и театра, сценарист, педагог, Народный артист СССР.
- 29 мая — П. Рамли, малазийский актер и певец.
- 26 сентября — Валерий Инкижинов, советский и французский киноактёр, режиссёр кино и театра, педагог.
- 28 декабря — Александр Роу, советский кинорежиссёр, автор множества фильмов-сказок, Народный артист РСФСР.